# 久留島通重
久留島 通重（くるしま みちしげ、? - 正徳5年2月4日（1715年3月9日））は、豊後国森藩の世嗣。3代藩主・久留島通清の六男。正室は榊原喬長の娘。通称、民部。
元禄11年（1698年）、叔父の久留島通迥の家督を相続し500石を領する旗本となる。寄合となり徳川綱吉への拝謁を果たす。元禄16年（1703年）に中奥番、宝永5年（1708年）には書院番組頭となり布衣を許された。宝永6年（1709年）、兄・久留島通政の養子となり森藩嫡子となるが、家督を相続することなく正徳5年（1715年）2月に早世した。代わって、従兄弟の久留島光通が嫡子に迎えられた。